# Circus (Comicmagazin)
Circus war ein französisches Comicmagazin des Verlags Glénat.
Das monatlich erscheinende Heft debütierte im April 1975. Inhaltlich wurde frankobelgische Comics wie auch ausländische Werke in Fortsetzungen veröffentlicht. Im Oktober 1989 erschien die letzte Ausgabe. Insgesamt waren 130 Hefte und einige Sondernummern erschienen.

## Bekannte Serien (Auswahl)
- Reisende im Wind
- Storm
- Die Türme von Bos-Maury
- Arno
- El Mercenario
- Die Vagabunden der Unendlichkeit
- Bob Marone
- Der Planwagen des Thespis
- Sambre
- Grimion Lederhandschuh
- Die Haie von Lagos
- Little Ego